# Leo Glans

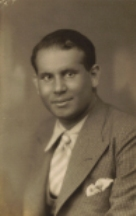
Leo Glans

Leo Hendriques Hugo Glans (Paramaribo, 11 de abril de 1911-Wassenaar, 10 de octubre de 1980) fue un pintor nacido en Surinam. Fue el primer surinamés que estudió en la famosa Rijksakademie en Ámsterdam, Países Bajos.

## Biografía
Nació en el seno de una familia de clase media criolla en Surinam. Desde joven mostró interés por la pintura, especialmente los retratos, y experimentó con diversas técnicas y formas estimulado por Wim Bos Verschuur. Gloss tomó lecciones de pintura con el pintor griego John Pandellis. En 1929 se mudó a los Países Bajos junto con Bos Verschuur. Se estableció en Ámsterdam, viviendo en la casa de la familia Jonker (posteriormente el escritor Albert Helman también viviría con ellos). Durante el período de un año, tomó clases de arte con Jan Uri y en el otoño de 1930 dio un examen de ingreso el cual fue exitoso en la Academia del Estado para las Bellas Artes de Ámsterdam. Entre sus compañeros en la Academia se encontraban Couzijn Wessel and Peter Kuhn. En 1934 luego de cuatro años Gloss completó sus estudios.
Glans no se especializó en ningún estilo en particular, sino que le gustaba experimentar con estilos diversos. Durante una estadía en un hospital conoció a la estudiante de enfermería Anne Voorhoeve, con la que se casó en 1946. Hasta 1938 se dedicó de lleno a la pintura, pero luego quedó ciego a causa de la lepra que había contraído en Surinam, y como ya no podía pintar ni dibujar se convirtió en coleccionista de arte. Su esposa le describía meticulosamente aquellas obras que observaban, y basándose en esa descripción que le realizaba ella, él decidía la compra. Sus obras las escondió durante el resto de su vida.
A lo largo de su trayectoria Gloss pintó 63 óleos, 35 acuarelas, y realizó 149 dibujos. Su última obra es la pintura "Vaso con tulipanes rojos y azules" (1938). Las obras de Gloss son actualmente administradas por la Fundación de Arte Leo Gloss.